# MARC21
MARC 21 — объединение форматов USMARC (формат Библиотеки Конгресса США) и CAN/MARC (Национальной Библиотеки Канады).
MARC 21 представляет собой комплекс специализированных форматов:
- для библиографических данных;
- для авторитетных данных;
- данных о фондах;
- для классификации данных;
- для общественной информации.

MARC 21 позволяет использовать кодировки MARC-8 или Unicode (UTF-8).

## История
Идея создания библиографического формата родилась, по-видимому, уже тогда, когда уровень развития вычислительной техники позволил создавать простейшие электронные каталоги.
Формат MARC (Machine-readable cataloguing) появляется в начале 1960-х годов в США. Главным его создателем и двигателем являлась и является ныне Библиотека Конгресса. С тех пор и по настоящее время библиографические записи в Соединенных Штатах создаются и накапливаются в этом формате, причем сам формат непрерывно развивается. Поскольку Библиотека Конгресса является фактически (хотя формально это и не совсем так) монопольным законодателем в этой области в стране, то у американцев нет тех проблем с созданием, с корпоративной каталогизацией, с обменом библиографическими записями внутри страны, какие могли бы возникнуть, если бы каталогизация проводилась в различных форматах.
Но «беда» в том, что другие страны, вслед за США создают свои форматы.
Даже те, кто работает по тем же, англо-американским, правилам каталогизации.
Великобритания — UKMARC, Канада — CANMARC, Австралия — AUSMARC.
Соответственно, сам MARC превращается в USMARC.
Все эти форматы имеют много общего, поскольку строятся на единой, MARC-oвской основе, но и разнятся между собой, поскольку, как выясняется, имеют значение не только правила, но и традиции каталогизации, а также различие во взглядах на возможности и требования к электронному каталогу. В этой части творчество создателей форматов, фактически ничем не регламентировалось.
Например, Германия шла своим путём и создала формат MAB, не похожий на все другие.
Трудности возникли тогда, когда дело дошло до международного обмена.
Уже в 1970-х годах появляются такие форматы, предназначенные для международного обмена, как UNIMARC (Библиотека Конгресса), UNISIST Reference Manual (UNESCO), МЕКОФ-2 (СЭВ), USSR-US Common Communication Format (Совет Министров СССР, Государственный комитет по науке и технике, ГПНТБ СССР).
В апреле 1978 года представительный форум в Таормине (Сицилия), с участием UNESCO, IFLA, ISO, принимает решение о необходимости создания общего коммуникативного формата (CCF) на базе всех перечисленных выше форматов. Первое руководство по CCF появляется в 1984 году. Но уже в 1987 году под эгидой IFLA выходит руководство по формату UNIMARC.
UNIMARC становится официальным форматом, поддерживаемым IFLA.
С 1991 года формат CCF практически не развивается.
Здесь важно понимать, что же явилось причиной увядания формата, который имел столь влиятельных родителей. По мнению Алана Хопкинсона, эксперта по форматам из библиотеки Мидлсекского университета (Великобритания), причина заключается в конфликте между простотой формата, что было одним из ключевых решений при его создании, и требованиями национальных библиотек, продолжавших развитие MARC-форматов в соответствии с появлением новых видов документов, которые они описывали.